# 一宮成相
一宮 成相（いちのみや なりすけ）は、戦国時代から安土桃山時代にかけての武将。阿波一宮城主。諱は成祐や成助、成佐などとも書かれ、小笠原 成助（おがさわら なりすけ）と呼ばれることもある。

## 出自
一宮氏は、鎌倉時代の阿波国守護・小笠原長房の末裔とされる。長房の子・長久の四男である長宗が一宮大粟荘に居し、以西郡一宮（徳島県徳島市）に一宮城を築城。長宗の子・成宗の代より一宮氏を名乗ったとされ、成相はその子孫となる。また、長宗・成宗・義雄・成行と続く4代は一宮城主と一宮神社の大宮司を兼任したとされ、その後両者は分離するも、成相の時には城主と大宮司を兼ねていたといわれる。

## 生涯

### 三好長慶・実休時代
成相は三好長慶の妹を妻としたとされ、三好氏に属した。阿波の国衆のうち吉野川沿いの領主たちはその家臣となったが、阿波の南部や西部を拠点とする有持氏や海部氏、大西氏と同様、成相は独立性の高い領主としての立場にあった。
天文22年（1553年）6月、阿波守護家の細川氏之（持隆）が、三好長慶の弟の三好実休の軍勢に包囲され自害した。これを受け、名東郡芝原城主の久米義広らが挙兵し、実休の妹婿に当たる成相の居城・一宮城へと夜討ちを掛けた。久米方の軍勢は難なく城内に入り、里城にいた成相は窮地に陥るが、家臣・森備前が里城を囲む大竹藪の中に成相を押し入れて難を逃れたという。この時、成相の妻（実休の妹）は人質として芝原に連行されたが、この後の中富川における戦いで久米義弘らは実休の軍に敗れ、戦死した（鑓場の戦い）。また、阿波守護家の家督には、氏之の子の真之が実休により擁立された。
永禄5年（1562年）3月、和泉国久米田（大阪府岸和田市）にて三好の軍勢と畠山氏・根来寺衆が合戦を行ったが、成相もこれに参陣した（久米田の戦い）。三好方は総大将の三好実休が討死して総崩れとなり、敵の追撃を受けつつ堺を経由し阿波へと引き上げることとなったが、この際、成相の軍は森備前守が采配を振るい、100人余りの兵で成相を取り囲んで敵を切り抜け、無事堺にたどり着いたという。

### 天正年間の争いと滅亡
天正4年（1576年）秋ごろ、細川真之が守護所・勝瑞（徳島県藍住町）を出奔し、阿波三好家当主の三好長治はその討伐のため名東郡荒田野（阿南市）に出陣した。これに対し、成相は長治の重臣・伊沢越前守（頼俊）と共に長治から離反し、長治の陣を後巻した。敗れた長治は篠原長秀の居城・今切城（徳島市）へ入るが、成相らの攻撃を受けて退城し、この年の12月27日、板東郡別宮浦（別宮長原、徳島市・松茂町）にて自害した。
天正5年（1577年）、阿波の実権を握った成相や伊沢越前守に反発して阿波三好家旧臣の矢野房村らが兵を挙げ、伊沢越前守が殺害されている。同年秋には、雑賀衆の援軍を得た矢野房村により一宮城が攻められ、成相は山間部の焼山寺（神山町）へと追われた。翌天正6年（1578年）1月、または同年初頭までに、長治の弟・十河存保（三好義堅）が矢野房村らにより勝瑞城へ迎え入れられ、阿波三好家の当主となった。矢野房村らは前年より中国の毛利氏と連絡を取っているが、これに対し成相らは織田信長に接近しており、阿波進出を図る土佐の長宗我部元親とも手を結んでいる。
天正7年（1579年）12月、矢野房村ら三好家重臣たちが岩倉城（美馬市）で岩倉衆の奇襲を受け討死し、これを機に成相は一宮城への復帰を果たした。翌天正8年（1580年）1月、成相方の夷山城主・庄野和泉守が篠原右京進の家臣・庄野右近を調略し、これを聞き付けた十河存保は勝瑞から讃岐へ逃れる。しかし同年11月ごろ、大坂本願寺を退去した牢人衆が雑賀衆や淡路衆と共に勝瑞を占拠し、一宮城を包囲した。この包囲は長宗我部勢が駆け付けたため解かれたが、天正9年（1581年）1月には、存保が阿波へと帰国。一宮城は雑賀衆や淡路衆の助けを借りた存保により包囲されるも、同年9月、久武親直率いる長宗我部氏の援軍によって救助された。
天正10年（1582年）5月、織田信長の家臣となった三好康長が軍勢を率いて勝瑞へと渡り、一宮城と夷山城（徳島市）を攻略した。これにより一宮氏の内衆など阿波の侍衆の多くが康長に降伏し、一宮城や夷山城にいた長宗我部勢は成相や夷山城主の庄野和泉守を人質として、海部郡牟岐（牟岐町）に退いている。この直後の6月2日に本能寺の変が起き、三好康長ら織田軍は阿波から撤退した。
同年8月28日、勝瑞へ侵攻した長宗我部氏の軍勢と十河存保の間で合戦が行われた（中富川の戦い）。これに敗れた存保は勝瑞城に籠城し、9月21日に城を明け渡し讃岐へと退いているが、この前後の9月3日、または11月7日、成相は長宗我部元親により夷山城へ呼び出され殺害された。この時、弟の主計頭成時も殺されている。一宮氏の他には、9月16日に新開道善が殺されており、野田氏や川南氏、桑野河内守らも謀殺されている。成相殺害の理由としては、謀反の疑いがあったことや一時信長に通じていたことなどが挙げられている。

## 成相の死後
成相が死んだとされる翌年の天正11年（1583年）3月、長宗我部元親・信親父子が「一宮民部少輔」という人物に土地を与えており、この民部少輔は成相の一族と推測されている。なお、成相が「一民成相」と署名する書状が『土佐国蠧簡集木屑』に含まれている。
成相の弟・成孝（光孝）は讃岐国水主に住んでいたが、天正14年（1586年）にその子の光信が召し出され、一宮村に200石を与えられたという。光信は一宮神社の大宮司を務めたとされ、一宮村に住む笠原氏はその子孫とされる。
また、名西郡入田村は一宮城の落武者が住んだ場所といわれ、同村の一宮氏は成相の子孫と伝わっている。
丹波国山国郷下村の名主・横田家は一宮氏の末裔を自称した。